# رنگینک برنزه

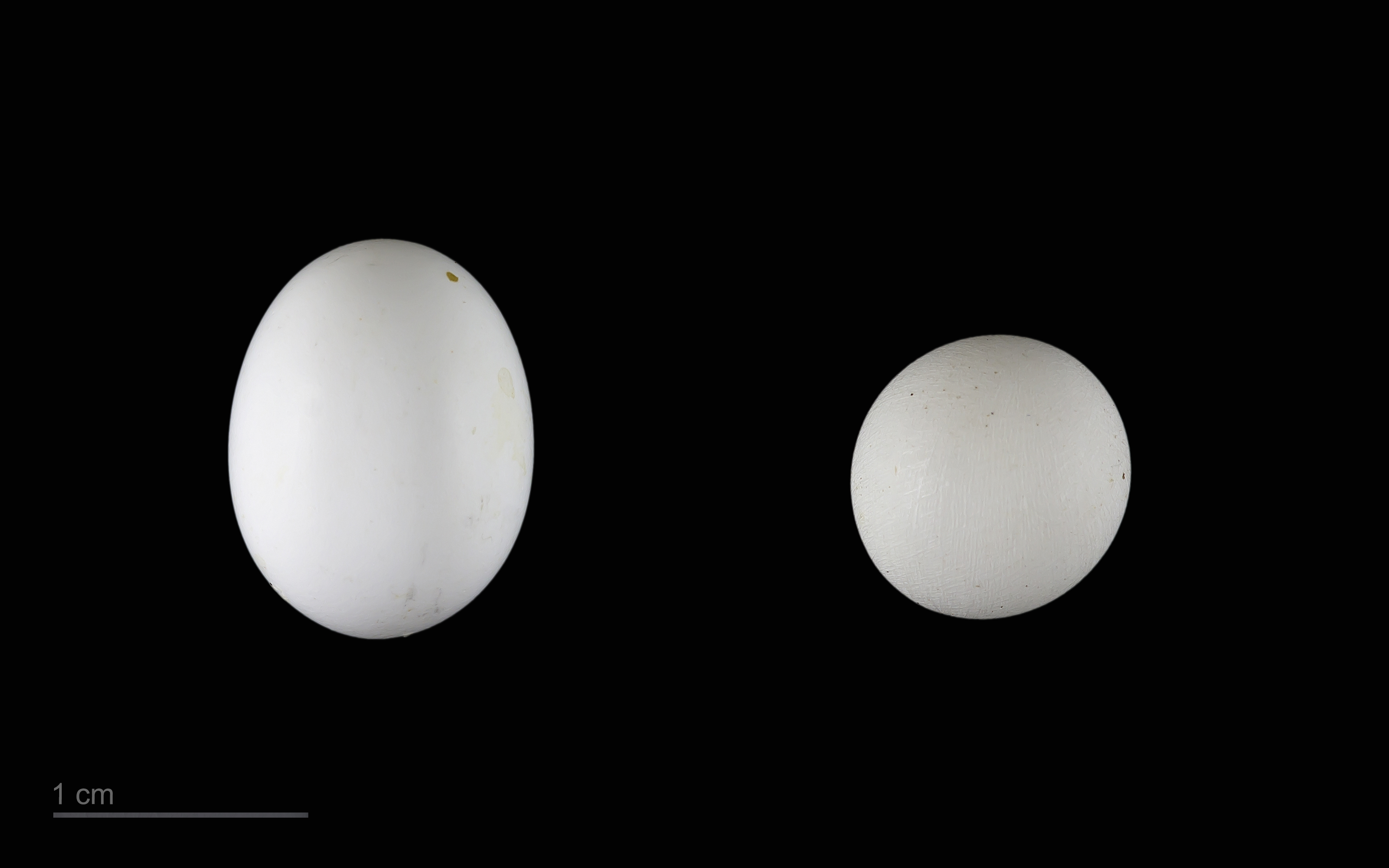
Vidua macroura + Lonchura cucullata

رنگینک برنزه (نام علمی: Lonchura cucullata) نام یک گونه از سرده سیمین‌نوک‌ها است.